# Marions
Marions é uma comuna francesa na região administrativa da Nova Aquitânia, no departamento da Gironda. Estende-se por uma área de 15,8 km². Em 2010 a comuna tinha 217 habitantes (densidade: 13,7 hab./km²).